# نشانه‌های حیات
«نشانه‌های حیات» (به انگلیسی: Signs of Life) آهنگ آغازین و بدون کلام از آلبوم لغزش آنی در عقل گروه موسیقی پراگرسیو راک انگلیسی پینک فلوید است که در سال ۱۹۸۷ منتشر شد.

## درباره
این آهنگ یک قطعه موسیقی بی‌کلام است، هرچند در آغاز دکلمه‌هایی نامفهوم و فرآوری‌شدهٔ الکترونیکی توسط درامر نیک میسن شنیده می‌شود. در تور لغزش آنی در عقل همراه با اجرای آهنگ، تصاویری از مستحفظ استودیوی خانهٔ قایقی آستوریای دیوید گیلمور نمایش داده می‌شد که از راه «علفزارهای گرانچستر» با قایق پاروزنان می‌گذرد.

## سازندگان
- دیوید گیلمور - گیتار، سینث‌سایزر
- ریچارد رایت - سینث‌سایزر
- نیک میسن - دکلمه
- تونی لوین - بیس گیتار
- جان کرین - سینث‌سایزر